# A Mix in Masks
A Mix in Masks è un cortometraggio muto del 1911 prodotto dalla Lubin. Il nome del regista non viene riportato nei credit del film.

## Trama
Invitati a un ballo mascherato, i Thompson declinano l'invito ma lasciano andare la figlia Nellie che vi si reca con Jack, un amico, vestita da spagnola. I genitori della ragazza, però, in realtà hanno pensato di giocare uno scherzo ai due ragazzi: dopo aver indossato la copia esatta dei loro costumi, si presentano in incognito alla festa dove riescono a scombinare la coppia. Papà Thompson finge con la figlia di essere Jack, mentre mamma Thompson si fa corteggiare dal giovanotto come se fosse Nellie. Il vero Jack cerca di baciare "Nellie"" che, ovviamente, si sottrae alle sue attenzioni. Dal canto suo, la vera Nellie civetta con il falso Jack che trova insolitamente freddo nei suoi confronti. Quando lo scherzo viene rivelato, i due giovani ammettono di essere stati presi in giro.

## Produzione
Il film fu prodotto dalla Lubin Manufacturing Company.

## Distribuzione
Distribuito dalla General Film Company, il film - un cortometraggio di 180 metri - uscì nelle sale statunitensi il 5 gennaio 1911. Nelle proiezioni, veniva programmato con il sistema dello split reel, accorpato in un'unica bobina con un altro cortometraggio prodotto dalla Lubin, His Last Parade.